# Noise (chanson)
Pour les articles homonymes, voir Noise et Noise (homonymie).
Singles de Nightwish
Endless Forms Most Beautiful
(2015) Harvest
(2020)
Noise est un single du groupe de metal symphonique finlandais Nightwish.

## Description
Il s'agit du premier single de leur neuvième album Human.. Il a été publié avec un clip le 7 février 2020.
Le single est la première chanson publiée du groupe à présenter le batteur Kai Hahto en tant que membre à plein temps, après le départ de Jukka Nevalainen en juillet 2019.
Le titre arrive en 22e position en Finlande et en 19e position en Hongrie.

## Liste des pistes
Version vinyle 
| No | Titre                     | Durée |
| -- | ------------------------- | ----- |
| 1. | Noise (Album Version)     | 5:41  |
| 2. | Shoemaker (Album version) | 5:19  |

## Membres

### Nightwish
- Floor Jansen :  chant
- Emppu Vuorinen :  guitares
- Marco Hietala : basse, chant masculin, guitare acoustique, chœurs
- Tuomas Holopainen : claviers, piano
- Troy Donockley : uilleann pipes, tin whistle, low whistle, bouzouki, guitare, voix masculines, backing vocals
- Kai Hahto : batterie

### Personnel supplémentaire
- Tuomas Holopainen :  production, enregistrement, mixage
- Tero Kinnunen, Mikko Karmila :  production, enregistrement, mixage
- Mika Jussila :  Mastering